# Донузлавская волость
Донузла́вская во́лость — административно-территориальная единица в составе Евпаторийского уезда Таврической губернии. Занимала территорию запада Сакского (у восточного берега озера Донузлав до моря) и севера Черноморского (до озера Ярылгач) районов.
Образована в результате земской реформы 1890-х годов, которая в Евпаторийском уезде прошла позже 1892 года, в основном, из деревень упразднённой Чотайской волости (в границах 1860 года). По «Памятной книжке Таврической губернии на 1900 год» население составило 3 666 человек и включала 47 населённых деревень:
Также на 1900 год 5 деревень записаны, как разорённые: Бузак, Джайлав, Кубаран, Курома и Сачал, а Джанке также записана, как разорённая, но, вместе с Акоджой имеющая 122 жителей. В волости числился 1 посёлок — Ойбур с 53 жителями, 3 хутора — Аджи-Байчи-Буюк (14 чел.), Кулашеих (5 чел.) и Малий (56 чел) и 7 усадеб, многие из которых со временем стали сёлами:
- Апан-Сарча — 25 чел.,
- Когенеш — 14 чел.,
- Маргольфе[6] — 15 чел.,
- Ойбур — 11 чел.,
- Ораз — 27 чел.,
- Чаян — 6 чел.,
- Чебердеш — 5 чел.

## Справочник 1915 года
По Статистическому справочнику Таврической губернии. Ч.II-я. Статистический очерк, выпуск пятый Евпаторийский уезд, 1915 год, в Донузлавской волости Евпаторийского уезда числилось 125 различных поселений в которых проживало 6886 человек приписных жителей и 2930 — «посторонних». В волости было необычно много для Крыма того времени сёл — 34:

| - Аирча — 123/0 чел. - Айсабай — 91/29 чел. - Айсабай (вакуф) — 74/6 чел. - Ак-Коджа (оно же Джанке) — 133/44 чел. - Ак-Коджа Новая — 159/57 чел. - Ак-Чокрак — 90/25 чел. - Апан-Сарча — 158/98 чел. - Болек-Аджи (вакуф) — 175/13 чел. - Карт-Бий-Аджи-Байчи — 25/6 чел. - Дениз-Байчи (вакуф) — 145/2 чел. - Донузлав — 393/0 чел. | - Дорт-Сакал — 177/13 чел. - Ибраш-Эли — 71/28 чел. - Каймак — 94/12 чел. - Каралар — 109/17 чел. - Каралар-Кипчак — 97/18 чел. - Картбий — 64/47 чел. - Каялы-Кенегез — 131/32 чел. - Кульсадык — 285/15 чел. - Мамут-Бай 1-й — 37/0 чел. - Маргальфе — 25/30 чел. - Маргальфе (вакуф) — 64/0 чел. | - Мурзачик — 29/24 чел. - Ойбур — 30/15 чел. - Ойбурчик — 6/65 чел. - Отар-Мойнак — 255/156 чел. - Поповка — 20/60 чел. - Порфирьевка — 25/42 чел. - Тагай-Калач — 55/8 чел. - Ташке — 122/21 чел. - Уллан-Эли — 67/20 чел. - Учкую-Кипчак — 125/6 чел. - Чачал (или Сачал) — 150/26 чел. - Ярылгач — 492/0 чел |

По справочнику в волости числилось 9 деревень:
| - Аджи-Ассан — 30/40 чел. - Биюк-Калач — 149/10 чел. - Донузлав II-я часть (Аджи-Мусса) — 316/0 чел. - Китай — 55/11 чел. - Садыр-Богай — 169/0 чел | - Тереклы-Конрат — 121/12 чел. - Унгут — 76/55 чел. - Чаян — 71/17 чел. - Ялы-Мойнак — 72/24 чел. |

Также в волости числились:
- 4 посёлка, из них Кула-Шеих (92 человек приписного населения и 15 — «постороннего») и Муссали (152/10 чел.) — будущие сёла;
- 14 хуторов, из которых Аджи-Байчи (10/40 чел.), Кош-Оба-Кары (61/4 чел.), Сокуркой (0/9 чел.) и Чайгоз (43/32 чел.) впоследствии стали сёлами;
- 21 экономия — Чотай (з штуки), Ток-Джол, Отар — 2, Ораз, Малий, 2 экономии Картполу, Кырк-Кулач, Когенеш и Чебердеш;
- 4 имения Алчин, 2 имения Кадайгул и Кабач.
- Евпаторийский маяк; 2 казённых соляных озера, 4 каменоломни, соляной промысел и 4 дачи, при дер Ялы-Мойнак; 3 кордона пограничной стражи, санаторий, 2 рыбных завода, 7 соляных озёр, чебарня[10] Кичкинель, шоссейная будка и хлебная пристань.

Волость существовала до советской административной реформы 8 января 1921 года.